# Phthonoloba angustifasciata
Phthonoloba angustifasciata là một loài bướm đêm trong họ Geometridae.